# Contracture

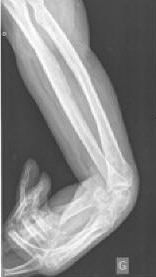
Une contracture sous rayon X

Une contracture, terme utilisé le plus souvent dans le milieu sportif, est une contraction musculaire involontaire d'un certain nombre de fibres musculaires au sein d'un même muscle ou d'un groupe musculaire, d'une durée inhabituellement longue, souvent pensée comme douloureuse et normalement non associée à une lésion de la fibre musculaire.
La contracture se produit le plus souvent au niveau des mollets, des cuisses, des fesses, du bas du dos, des gouttières vertébrales et du cou.
Elle se différencie nettement de la crampe qui est très brève.
Le muscle contracturé se raccourcit de façon prolongée. Certains pensent que cela entraîne une douleur avec impotence. Aucune preuve à ce jour que cela soit un facteur entraînant des tendinites.
Si le muscle continue à être sollicité, il peut subir une élongation musculaire ou une déchirure musculaire.

## Étiologie
Les contractures peuvent apparaître :
- après surentraînement sportif, utilisation excessive du muscle, surmenage ;
- par mécanisme de défense lors d'un traumatisme, avec dysfonctionnement ostéo-ligamentaire et compensation musculaire réflexe à la suite de la douleur, avec contracture musculaire pour bloquer la zone traumatisée, comme ce que l'on peut voir dans le lumbago ou le torticolis ;
- secondairement à une lésion musculaire comme une contusion, une élongation, un claquage ou déchirure ; dans ce cas le muscle va se contracter pour se protéger et éviter l'aggravation de la lésion ;
- dans certaines maladies musculaires ; dans ce cas le muscle peut aussi être lésé.

## Clinique
À l'examen clinique la contracture est facilement identifiable, car elle est dure et douloureuse, au toucher et à la palpation (point dur). On peut sentir de véritables zones indurées sous forme de boules ou de cordes au sein du muscle. Le muscle est douloureux également lors de son étirement passif ou de la contraction volontaire.

## Traitement
Le traitement est le suivant :
- arrêt de l'exercice musculaire au niveau du groupe touché et mise au repos ;
- application de chaleur localement ;
- massage, kinésithérapie, mise en étirement progressif après quelques jours ;
- parfois traitement médical avec myorelaxant et antalgique.